# 2B (Nier: Automata)
YoRHa No.2 Type B (яп. ヨルハ二号B型), також просто 2B — одна з головних персонажок відеогри NieR: Automata, розробленої студією PlatinumGames. Вона є бойовою андроїдкою, створеною для звільнення Землі від машин, що захопили її. Діє у складі елітного підрозділу YoRHa.
2B — досвідчена бійчиня, що легко орієнтується в обставинах. Вона досконало володіє ближнім боєм (здатна фехтувати двома мечами одночасно), має підвищену міцність і має високі навички пілотування джета. Усе перераховане дає їй змогу протистояти супротивникам, які у багато разів перевершують її розміром і силою.
Справжнє ім'я 2B — 2E (Executioner). Її справжнім призначенням є супровід андроїда-сканера 9S і його подальше усунення, якщо той, з властивою його моделі цікавістю, виявить секретну інформацію про проєкт YoRHa. Попри те, що 2B відчуває симпатію до 9S, за весь час вона була змушена 48 разів вбити та стерти тому пам'ять. Кожен новий цикл стосунків з ним все сильніше віддавався в серці дівчини, через що та навмисно намагалася віддалитися від андроїда і не прив'язуватися до нього знову.
Завдяки запам'ятовуваній зовнішності, стриманому характеру та опрацьованій історії 2B стала культовою персонажкою ігрової індустрії, а її образ припав до душі аудиторії, ставши об'єктом для косплею.

## Історія
Ім'я 2B читається як [Tu:Bi:] і відсилає до шекспірівського монологу «Бути чи не бути». Текст монологу Гамлета якнайкраще описує долю 2B. Її життя циклічне, і кожен його етап незмінно закінчується смертю 9S. Дівчина знову і знову стає перед вибором — бути чи не бути? Бути безмовним вбивцею коханої людини або... не бути зовсім.
З кожним разом їй немов представляється можливість розірвати коло безглуздих убивств, проте 2B не може цього зробити. Щоразу вбиваючи 9S, дівчина дуже страждає від усвідомлення власної безпорадності й, з усім тим, продовжує свою справу знову і знову. 2B розуміє, що якщо вона відмовиться від виконання місії, то її місце просто займе інший ліквідатор. Стерти свою пам'ять дівчина також не може, адже спогади про їхні з 9S стосунки надають її життю осмисленості.
Крім того, у світі Automata андроїди заснували цілий культ, що зводить Людей у сан богоподібних істот. Створені за образом і подобою людини, вони вважають честю служити Людству, битися і гинути за нього — це єдиний сенс у житті андроїдів.
2B так і не змогла пожертвувати вищою метою життя заради можливості любити. 48 разів їй доводилося, підкоряючись наказам, власноруч вбивати 9S, пригнічуючи при цьому всі свої почуття і бажання, ховаючи їх під маскою холодної відчуженості.
Лише на смертному одрі, заразившись логічним вірусом, 2B усвідомлює безглуздість своїх жертв і свого існування загалом. Дівчина просить A2 вбити її, щоб нарешті розірвати це криваве коло і не потрапити під владу машин. Перед смертю, 2B заповідає A2 свій клинок зі спогадами та просить ту подбати про 9S.

## Появи

### Nier: Automata
2B — протагоністка першої сюжетної гілки й один із головних героїв усієї гри. У центрі сюжету — її стосунки з андроїдом-сканером 9S в умовах війни з машинами.
Вона бере участь у розвідувальній місії на поверхню планети, де знайомиться з партизанами з Табору опору на чолі з Анемоною.
Несподівано, андроїди стають не єдиними людиноподібними істотами. Машини також вчаться відчувати емоції, любити і ненавидіти. Адам і Єва — перші фізичні прояви машинної мережі, які навсправжки загрожують місячній колонії людей, що вижили.
Під час перших двох проходжень андроїдам вдається істотно послабити машин, через що командування YoRHa планує почати повномасштабне вторгнення.
Несподівано вся операція зазнає краху через те, що всі юніти YoRHa заражаються логічним вірусом. 2B також потрапляє під атаку і, не бажаючи потрапляти в полон машинної мережі, просить A2 вбити її. Перед смертю 2B записує спогади у свій клинок і передає катану A2.
Спокійна особистість дівчини чинить серйозний вплив на запальну A2, немов повертаючи ту в колишню молодість і нагадуючи про почуття милосердя і співчуття.
У кінцівці [E] поди 042 і 153 відновлюють усіх андроїдів, включно з 2B.

#### Офіційні додаткові матеріали
2B з'являється в безлічі побічних матеріалах, як-от книги, театральні постановки та новели.
Випущена 2017 року NieR: Automata: Long Story Short переказує події гри з іншої перспективи, а також доповнює окремі елементи історії. NieR: Automata: Short Story Long, NieR: Automata World Guide і NieR: Automata Strategy Guide оповідають уже про позаігрові події, як-от побут Бункера і минулі місії 2B, попутно розкриваючи історії персонажів оригінальної Nier.
Починаючи з 2017 року, Square Enix проводить живі концерти, на яких грається оригінальний саундтрек Nier і NieR: Automata. На кожному з виступів також ставляться театральні постановки, в яких персонажів грають оригінальні сею. Сценарій виступів пише ігровий дизайнер серії Йоко Таро.
Понад десять різних постановок розповідають про історію A2, становлення YoRHa і нерозкриті події під час гри та після її фіналу.
У ролі 2B виступає її японська акторка озвучення — Юї Ішікава.

### Nier: Automata Ver1.1a
23 лютого 2022 року Square Enix анонсувала аніме-серіал за мотивами гри. Створенням мультсеріалу займається студія A-1 Pictures.
На Aniplex Online Fest було показано трейлер проєкту та затверджено дату виходу в ефір. Персонажів озвучать рідні актори, а роботу над музичним супроводом веде студія MONACA, яка подарувала саундтрек оригінальній грі.
Прем'єра серіалу відбулася 7 січня 2023 року.